# Roberto Lucifero d'Aprigliano
Roberto Lucifero d'Aprigliano (Roma, 16 dicembre 1903 – Roma, 11 gennaio 1993) è stato un partigiano, avvocato, politico e giornalista italiano.

## Biografia
Figlio del crotonese Alfonso Lucifero, deputato del Regno dal 1886 al 1919, e di Elena Cloan-Spyer, già consultore nazionale, collaboratore di Italia Nuova e di numerose altre testate giornalistiche italiane e straniere, e cugino di Falcone Lucifero, fu esponente di spicco del Partito Democratico Italiano e, poi, dal 1947 al 1948, fu segretario nazionale del Partito Liberale Italiano, che rappresentò all'Assemblea Costituente e in seguito nel Senato della Repubblica.
Fervente monarchico, dopo la sua breve segreteria generale del PLI dal dicembre 1947 all'ottobre 1948, tentò comunque di ritornarvi nei mesi successivi, ma dopo il V Congresso del partito nel luglio 1949 fu sempre più emarginato e infine lasciò il PLI nel 1950. Alle elezioni politiche del 1953 si presentò alla Camera dei deputati, candidato dal Partito Nazionale Monarchico, di cui fu esponente parlamentare nella II e nella III legislatura.

## Opere
- Umanità della politica : appunti per un trattato di scienze politiche, O.E.T. Edizioni del popolo, 1944.
- Introduzione alla libertà : la legge elettorale, O.E.T. Edizioni del popolo, 1944.